# Ибрагимов, Назим Гусейн оглы
Назим Гусейн оглы Ибрагимов (азерб. Nazim Hüseyn oğlu Ibrahimov; род. 23 декабря 1963, Нехрам, Нахичеванская АССР) — азербайджанский государственный деятель, дипломат.

## Биография
Родился 23 декабря 1963 года в Нахичевани. В 1985 году окончил машиностроительный факультет Азербайджанского политехнического института.
С 1985 по 1986 годы — инженер Нахичеванского электротехнического завода. С 1986 по 1991 годы — комсомольский работник. С 1989 по 1991 год — первый секретарь Нахичеанского обкома комсомола.
С 1991 по 1996 год — директор компании «Спутник ЛТД».
Посол Азербайджана на Украине (март 1997 — 12 декабря 2000). Одновременно являлся послом Азербайджана в Молдове (20 сентября 1997 — 12 декабря 2000), Польше (20 сентября 1997 — 12 декабря 2000), Беларуси (8 февраля 1999 — 12 декабря 2000).
Депутат Национального собрания Азербайджана II созыва (2000 — 2005).
До сентября 2002 года являлся членом азербайджанской делегации в Парламентской ассамблее Совета Европы.
5 июля 2002 года назначен председателем Государственного комитета по работе с азербайджанцами, проживающими за рубежом. 19 ноября 2008 года, после переименования ведомства — председатель Государственного комитета по работе с диаспорой Азербайджана. Покинул пост в 2018 году.
С 2012 по 2020 год — председатель попечительского совета Международного центра Низами Гянджеви.
Является членом Международного общественного объединения по управлению человеческими ресурсами.

## Награды
- Грамота Московского Дома соотечественников (2014 год)[6].